# Лав Пајкић
Лав Григорије Пајкић (Београд, 25. октобар 1995) српски је филмски и телевизијски продуцент, телевизијски водитељ и политичар. Члан је Српске напредне странке и тренутно је народни посланик у Народној скупштини Републике Србије.

## Детињство, младост и каријера
Пајкић је рођен 25. октобра 1995. у Београду. Његов отац Небојша Пајкић познати је српски сценариста, док је његова мајка Исидора Бјелица била списатељица. Његов деда је шаховски мајстор Димитрије Бјелица.
Студент је Факултета драмских уметности.
Са 20 година именован је за директора непрофитне Српске научне телевизије, а годину дана касније примљен је у Трилатералну комисију, што га чини најмлађим чланом те организације у Европи, ако не и на свету. Такође је једно време био председник омладинске организације Српске народне странке чији је председник Ненад Поповић.
Пајкић је 2017. године добио властити телевизијски програм на провладиној ТВ Пинк под називом „Контравизија”. Пајкић је критикован од стране опозиционе јавности због промоције Српске напредне странке и њеног председника Александра Вучића, као и због обмане јавности и лажних анкета. Пајкић је жестоки критичар опозиционих политичара, често их вређајући и означавајући као издајнике. У једној од својих епизода упоредио је другог српског водитеља, Ивана Ивановића, с људским изметом.

## Политичка каријера
Члан је Српске напредне странке и добио је 148. место на изборној листи Александар Вучић - За нашу децу на српским парламентарним изборима 2020. године. Листа је остварила лаку победу са 188 мандата од укупних 250, а Пајкић је 3. августа 2020. године положио заклетву и постао народни посланик у Народној скупштини Републике Србије.

## Лични живот
Пајкић је верник а 2017. године на свом Фејсбук профилу је објавио да је постао ходочасник уз благослов Патријарха јерусалимског Теофила III.